# DX Studio
DX Studio — игровой движок для создания компьютерных 3D-игр.

## Разработка
Движок DX Studio разработан компанией Worldweaver Ltd, которая была создана Крисом Стерлингом в 1997 году для создания игр и высокопроизводительных GIS-приложений. Разработка DX Studio началась в 2002 и первая версия была опубликована в 2005 году. С тех пор база клиентов выросла до 30 000 по всему миру.

### История версий
- Ноябрь 2005 — DX Studio 1.0
- Май 2007 — DX Studio 2.0[3]
- Сентябрь 2008 — DX Studio 3.0[4]
- Июнь 2009 — DX Studio 3.1[5]
- Декабрь 2010 — DX Studio 3.2[6]

## Характеристики
Движок включает в себя 2D и 3D редакторы пространства, скриптовые сцены реализованы с помощью JavaScript. Для использования доступны ActiveX/COM интерфейс и TCP/IP порт. Система работает на DirectX 9.0c и включает в себя поддержку шейдеров, которые доступны на последних видеокартах.
2D и 3D редакторы могут быть использованы для создания интерактивных сцен. Внутри каждой сцены, пользователи могут редактировать отдельные текстуры, фоны и звуки.

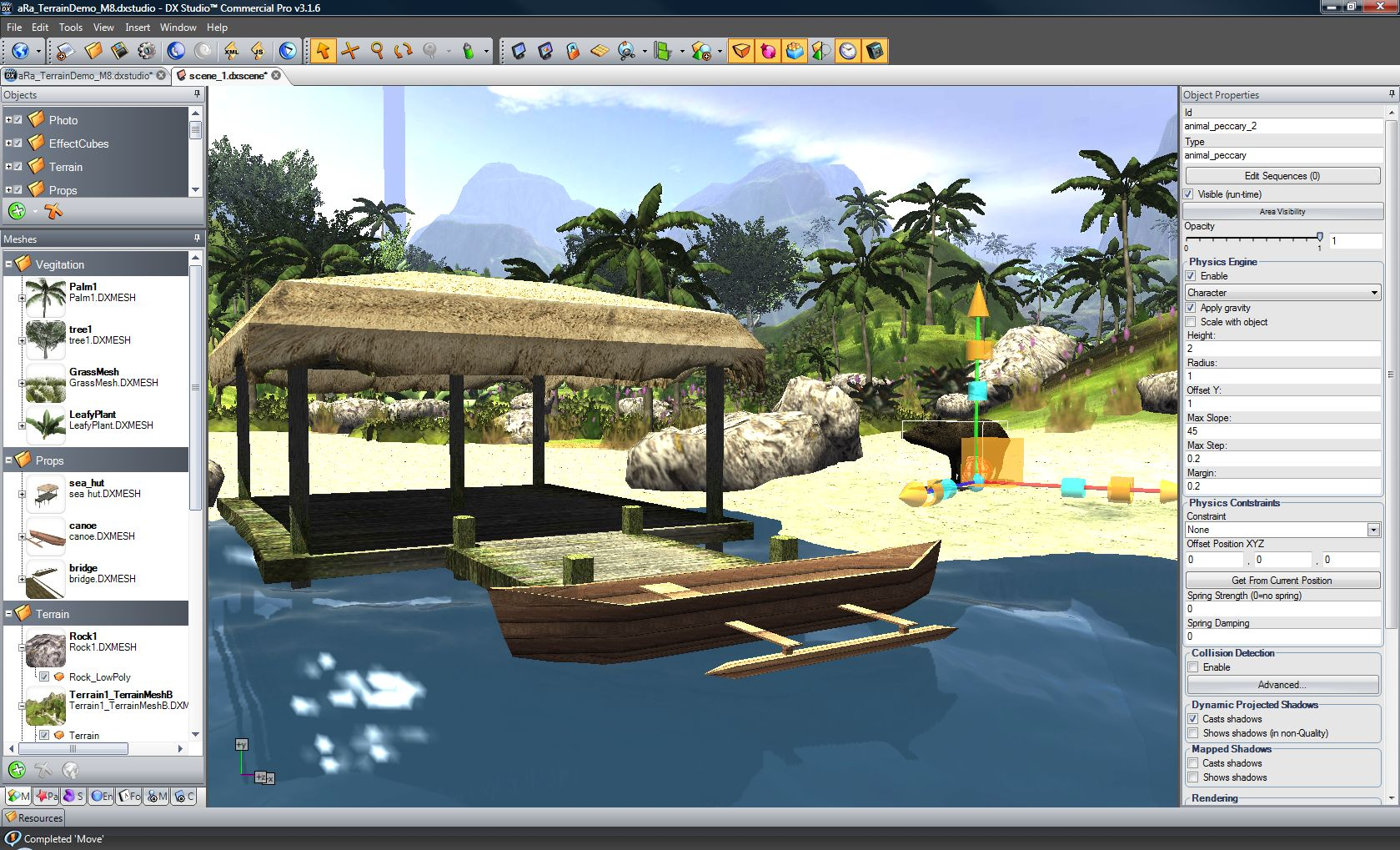

Использование ActiveX технологии позволяет работать с движком в C++, C#, Visual Basic .NET и использовать компонент DX Studio Player в своих приложениях. Компиляция позволяет собрать весь проект в единственный исполняемый файл, который можно записать на CD, отправить почтой или выложить на веб-сайт. Система также проверит отсутствие требуемых библиотек и скачает их с последующей установкой.
Файлы DX Studio используют стандартный XML файл для описания внутренних сцен. Файлы содержат все ресурсы, которые необходимы для прорисовки 3D мира, используя современные алгоритмы сжатия ZIP. Опция безопасности может зашифровать эти файлы при необходимости.

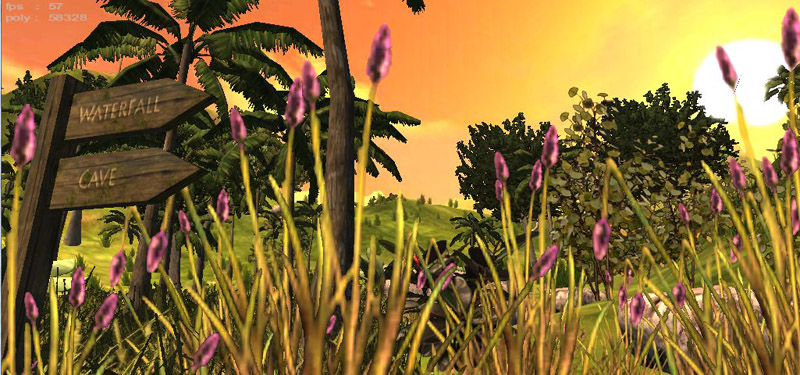

Встроенные спецэффекты включают полный набор бликов, водяной ряби, системы частиц, теней в реальном времени, 3D-видео проекции (в формате MPEG или AVI), 3D звук, и эффекты пост-обработки («сепия» и другие).